# South African Soccer League
La South African Soccer League (SASL) fou una lliga de futbol de Sud-àfrica que es disputà entre els anys 1961 i 1967. Durant els anys de l'apartheid aquesta lliga era disputada per la comunitat negra i índia. No durà molts anys i acabà essent substituïda per la Federation Professional League a finals de la dècada.

## Historial
Font:
- 1961: Transvaal United
- 1962: Avalon Athletic
- 1963: Avalon Athletic
- 1964: Black Swallows
- 1965: Moroka Swallows
- 1966: Maritzburg City
- 1967: Verulam Suburbs